# Lenguas altaicas
El concepto de lenguas altaicas se refiere a una propuesta de macrofamilia lingüística ampliamente cuestionada en la actualidad, que agruparía varias familias de lenguas habladas principalmente en Asia Central, en especial la túrquica y la mongólica. La existencia de la familia altaica es debatida entre los lingüistas históricos, pues ha sido casi universalmente rechazada. El nombre proviene del macizo de Altái, cadena montañosa de Asia central.
Los defensores de las lenguas altaicas incluyen a las siguientes familias:
- Lenguas túrquicas
- Lenguas mongólicas
- Lenguas tunguses

A menudo incluyen también el grupo de lenguas japónicas y coreánicas. Se ha sugerido también la inclusión del ainu. Pero la inclusión de estos tres grupos es aún más insegura y es rechazada por muchos especialistas.
Las lenguas altaicas se han considerado recientemente como un caso de área de convergencia lingüística (Sprachbund).
Las lenguas altaicas, también denominadas altaispracias, son un grupo de unas 60 lenguas de Eurasia con entre 200 y 210 millones de hablantes.  A principios de 1844, Matthias Alexander Castrén,  formuló la hipótesis de la familia de lenguas ural-altaicas, fue ampliamente aceptada como tal hasta la década de 1960; sin embargo, en la actualidad se considera mayoritariamente un mero grupo lingüístico formado por varias familias menores no relacionadas entre sí. El nombre se remonta a las montañas Altai de Asia Central, que anteriormente se suponía que eran la patria original de estas lenguas.
Según sus defensores, la familia lingüística altaica consta de al menos tres familias lingüísticas subdivididas, las lenguas túrquicas, las mongolianas y las lenguas tungúsicas. Estas tres familias lingüísticas tienen léxico, morfológica, fonética y tipológica comunes, que algunos científicos consideran una prueba de su unidad genética y, por tanto, de su rastreabilidad hasta una lengua predecesora común (protolengua). Sin embargo, la mayoría de los investigadores ven estas similitudes simplemente como el resultado de préstamos léxicos y estructurales que han surgido a través de contactos convergentes (Sprachbund) a lo largo de los siglos entre estos grupos lingüísticos.

## Historia de la teoría altaica
La familia altaica, bajo el nombre de "tatar", fue postulada en 1849 por Schott como un grupo de lenguas que unía a túrquicos, mongoles y tungús. Previamente la idea de que estos tres grupos de lenguas están emparentados fue conjeturada por Philip Johan von Strahlenberg (1730) que era un oficial sueco que viajó por la región oriental del Imperio ruso siendo prisionero de guerra durante la Gran Guerra del Norte. Schott usó el nombre de "altaico" para lo que más recientemente se denominó familia uralo-altaica, agrupamiento filogenético rechazada hoy en día por la mayoría de los lingüistas. Castrés propuso en 1862 teorías similares, pero clasificó al túrquico con lo que él llamaba urálico. A mediados del siglo XX Nicholas Poppe (1960) realizó un ingente trabajo comparativo, a partir del cual propuso una reconstrucción hipotética del sistema fonológico del proto-altaico y algunos centenares de cognados.
Anton Boller propuso en 1857 añadir el coreano y el japonés. En 1920 G. J. Ramstedt y Yevgueni Polivánov propusieron más etimologías para el coreano. El grupo de lenguas japónico se relaciona habitualmente con el coreano (p. ejm. Samuel Martin 1966) y en 1971 Roy Miller propuso relacionar el japonés con el coreano y las lenguas altaicas. La propuesta ha sido tomada y desarrollada por varios otros lingüistas como Serguéi Stárostin.
El ainú ha sido relacionado alguna vez al grupo altaico, por ejemplo por Street (1962) y Patrie (1982). Sin embargo, las últimas investigaciones la relacionan las lenguas austroasiáticas.
Los oponentes a la teoría afirman que se basa principalmente en similitudes tipológicas como la armonía vocal, la falta de género gramatical y el ser aglutinantes. De hecho, se han propuesto una serie de etimologías (Ramstedt, Martin, Stárostin), pero son rechazadas como resultado de préstamos intensos o influencias mutuas debidos a largos contactos entre los pueblos. Así lingüistas como Doerfer 1963 o Bernard Comrie 1981 no consideran a las lenguas altaicas como una familia válida, sino como tres (o más) familias separadas de lenguas.

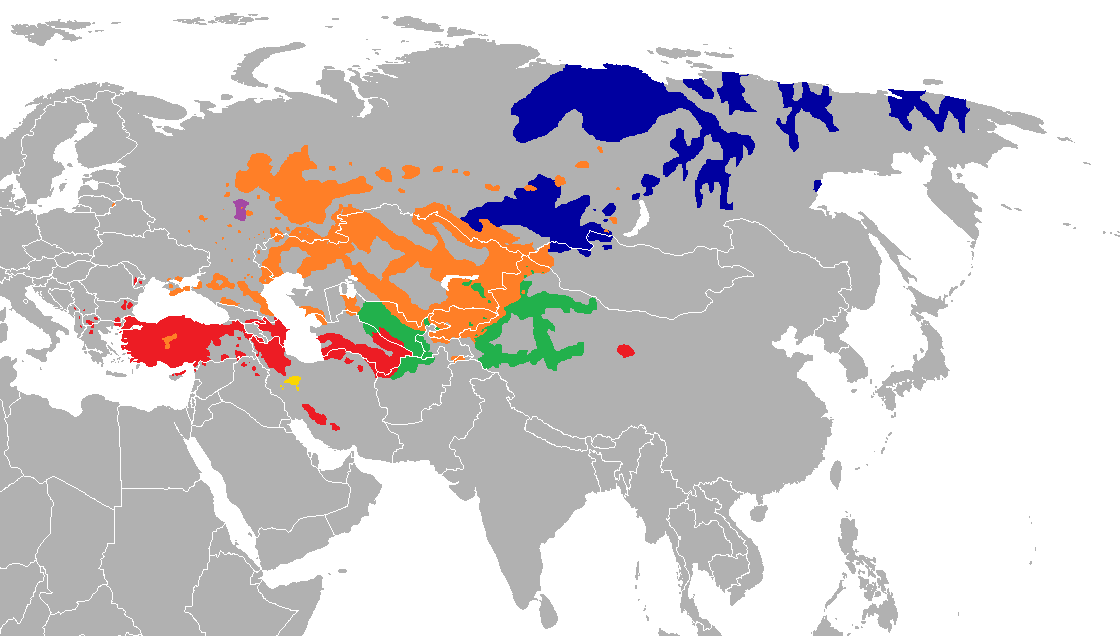
Lenguas túrquicas
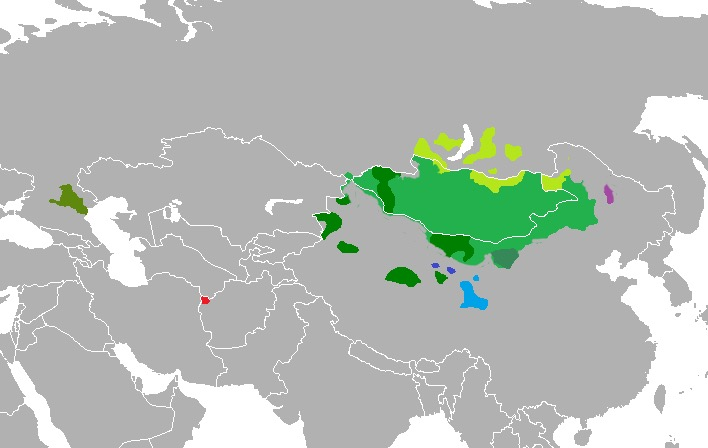
Lenguas mongólicas
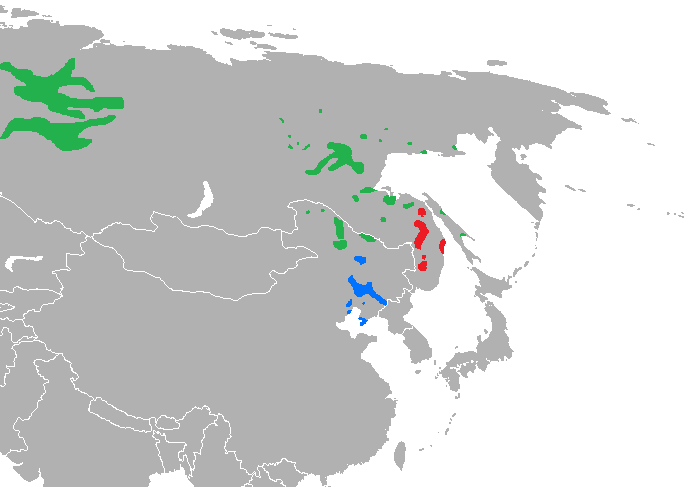
Lenguas tunguses
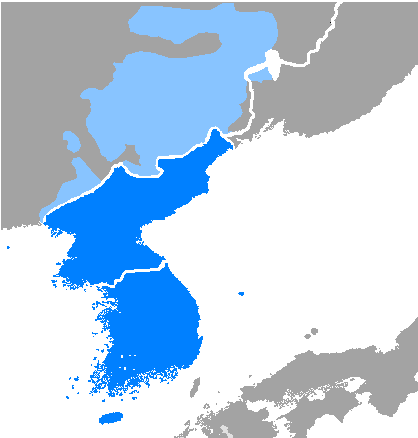
Lenguas coreánicas
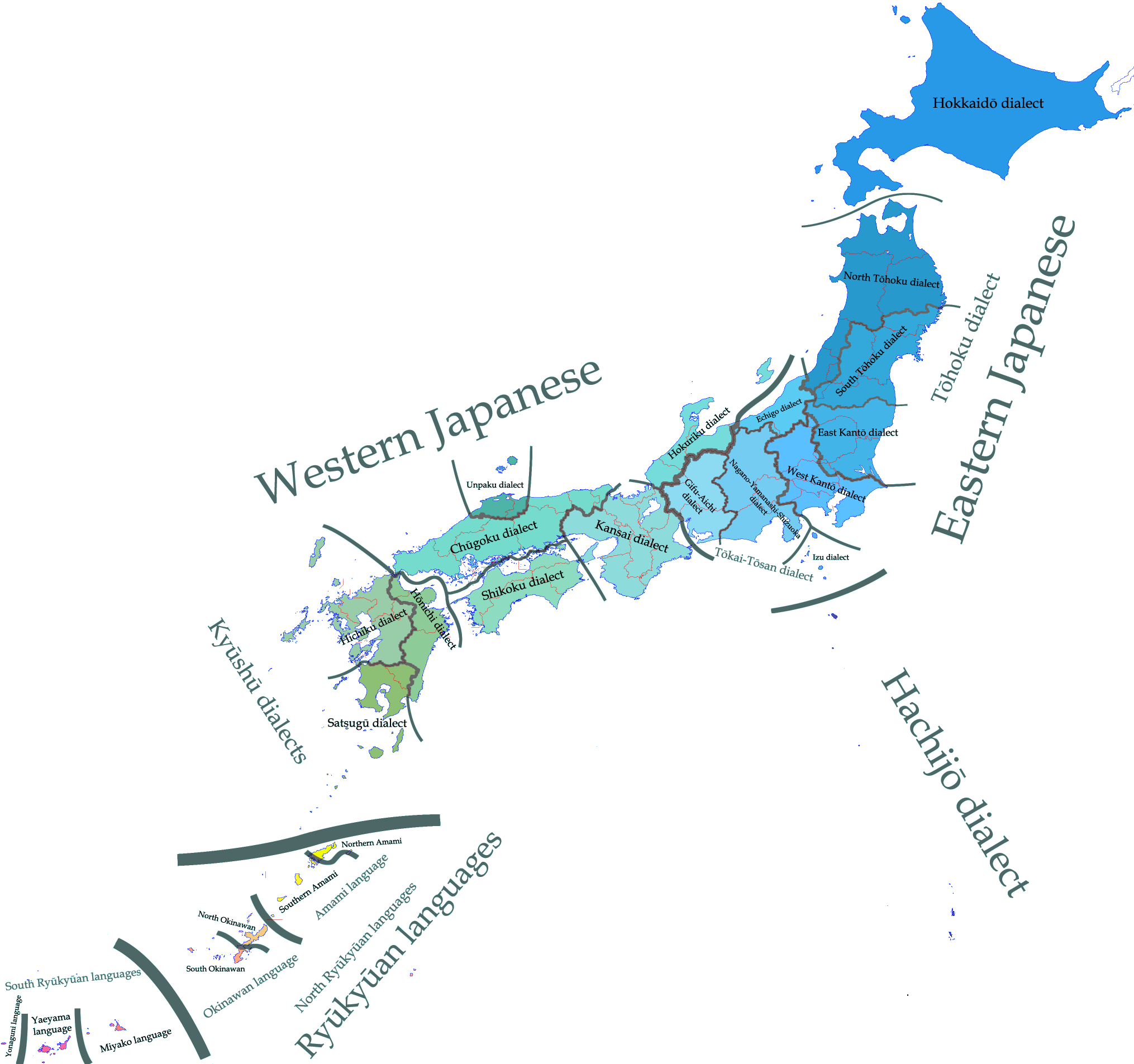
Lenguas japónicas
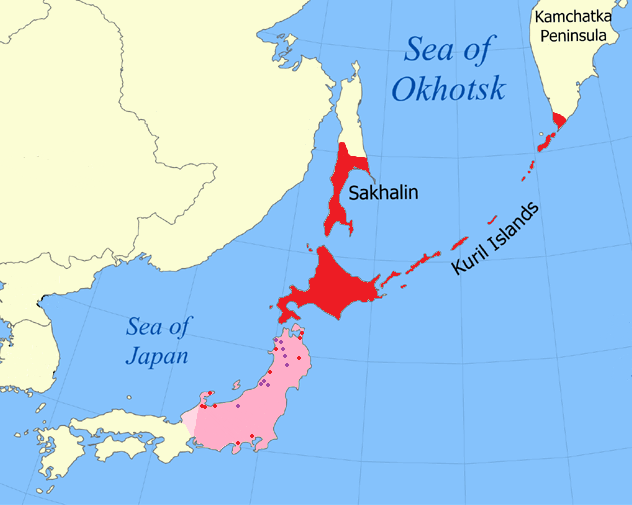
Lengua ainu

## Argumentos

### A favor de la agrupación altaica

#### Características fonológicas y gramaticales
Los argumentos originales para agrupar las lenguas "microaltaicas" dentro de una familia uraloaltaica se basaban en rasgos compartidos como la armonía vocálica y la aglutinación.
Según Roy Miller, la prueba más contundente de la teoría son las similitudes en verboal morfología.
El Diccionario etimológico de Starostin y otros (2003) propone un conjunto de leyes de cambio de sonido que explicarían la evolución del protoaltaico a las lenguas descendientes. Por ejemplo, aunque la mayoría de las lenguas altaicas actuales tienen armonía vocálica, el protoaltaico reconstruido por ellos carecía de ella; en su lugar, se produjeron diversas asimilaciones vocálicas entre la primera y la segunda sílaba de las palabras en el túrquico, el mongólico, el tungúsico, el coreano y el japónico. También incluían una serie de correspondencias gramaticales entre las lenguas.

#### Léxico compartido
Starostin afirmó en 1991 que los miembros del grupo altaico propuesto compartían alrededor del 15-20% de cognados aparentes dentro de la  lista breve de Swadesh-Yakhontov de 110 palabras; en particular, túrquico-mongólico 20%, túrquico-tungúsico 18%, túrquico-coreano 17%, mongólico-tungúsico 22%, mongólico-coreano 16%, y tungúsico-coreano 21%.  El Diccionario etimológico de 2003 incluye una lista de 2.800 conjuntos cognados propuestos, así como algunos cambios importantes en la reconstrucción del protoaltaico. Los autores se esforzaron por distinguir los préstamos entre túrquico y mongólico y entre mongólico y tungúsico de los cognados; y sugieren palabras que aparecen en túrquico y tungúsico pero no en mongólico. Todas las demás combinaciones entre las cinco ramas también aparecen en el libro. Enumera 144 elementos de vocabulario básico compartido, incluyendo palabras para elementos como 'ojo', 'oreja', 'cuello', 'hueso', 'sangre', 'agua', 'piedra', 'sol', y 'dos'.
Martine Robbeets y Bouckaert (2018) utilizan métodos filolingüísticos bayesianos para defender la coherencia de las lenguas altaicas "estrechas" (túrquico, mongólico y tungúsico) junto con el japónico y el coreónico, a las que denominan lenguas transeurasiáticas.  Sus resultados incluyen el siguiente árbol filogenético:.
|  | Japónico |
|  |          |
|  | Coreano  |
|  |          |

|  | Tungúsicas                                               |
|  |                                                          |
|  | \| \| Mongólicas \| \| \| \| \| \| Túrquicas \| \| \| \| |
|  |                                                          |
|  | Mongólicas                                               |
|  |                                                          |
|  | Túrquicas                                                |
|  |                                                          |

|  | Mongólicas |
|  |            |
|  | Túrquicas  |
|  |            |

|  | Japónico |
|  |          |
|  | Coreano  |
|  |          |

|  | Tungúsicas                                               |
|  |                                                          |
|  | \| \| Mongólicas \| \| \| \| \| \| Túrquicas \| \| \| \| |
|  |                                                          |
|  | Mongólicas                                               |
|  |                                                          |
|  | Túrquicas                                                |
|  |                                                          |

|  | Mongólicas |
|  |            |
|  | Túrquicas  |
|  |            |

Martine Robbeets (2020) argumenta que los primeros hablantes transeurásicos eran originalmente agricultores en el noreste de China, convirtiéndose más tarde en pastores.

### En contra de la agrupación

#### Deficacia de los datos léxicos y tipológicos
Según G. Clauson (1956), G. Doerfer (1963) y A. Shcherbak (1963), muchas de las características tipológica de las supuestas lenguas altaicas, en particular aglutinante fuerte sufijación morfología y orden de palabras sujeto-objeto-verbo (SOV), suelen aparecer juntas en las lenguas.
Esos críticos también argumentaban que las palabras y rasgos compartidos por las lenguas túrquicas, mongólicas y tungúsicas eran en su mayoría préstamos y que el resto podía atribuirse a parecidos fortuitos. Señalaron que había poco vocabulario compartido por las lenguas túrquicas y tungúsicas, aunque más compartido con las lenguas mongólicas. Razonaron que, si las tres familias tenían un antepasado común, deberíamos esperar que las pérdidas se produjeran al azar, y no sólo en los márgenes geográficos de la familia; y que el patrón observado es coherente con los préstamos.
Según C. Schönig (2003), tras tener en cuenta los efectos areales, el léxico compartido que podría tener un origen genético común se reducía a un pequeño número de raíces léxicas monosilábicas, incluidos los pronombres personales y algunos otros elementos deícticos y auxiliares, cuyo uso compartido podría explicarse de otras maneras; no el tipo de uso compartido que se espera en casos de relación genética.

#### La hipótesis del Sprachbund
En lugar de un origen genético común, Clauson, Doerfer y Shcherbak propusieron (en 1956-1966) que las lenguas túrquicas, mongólicas y tungúsicas forman un Sprachbund]': un conjunto de lenguas con similitudes debidas a la convergencia a través de préstamos intensivos y largos contactos, en lugar de un origen común.
Asya Pereltsvaig observó además en 2011 que, en general, las lenguas y familias genéticamente relacionadas tienden a divergir con el tiempo: las formas más antiguas son más parecidas que las modernas. Sin embargo, afirma que un análisis de los primeros registros escritos de las lenguas mongólica y túrquica muestra lo contrario, lo que sugiere que no comparten un antepasado común rastreable, sino que se han vuelto más similares a través del contacto lingüístico y los efectos areales.

## Características comunes
Muchas de las similitudes encontradas entre las lenguas altaicas podrían ser de origen tipológico, más que heredadas de un ancestro común. Entre estos rasgos extendidos entre las lenguas altaicas estarían:
- El orden básico preferente SOV.
- La existencia de postposiciones en lugar de preposiciones.
- Tener un carácter fuertemente aglutinante logrado por la aglutinación de gran número de sufijos.
- Ausencia de clases nominales o género gramatical.

Además muchas lenguas altaicas poseen sinarmonía vocálica un rasgo que podría deberse a contacto lingüístico de tipo sprachbund fonológico.

### Fonología
El trabajo de Poppe [1960], Starostin [2003], Blažek [2006] y otros ha llevado a un sistema fonológico hipotéticamente reconstruido para el antecesor de las lenguas altaicas cuyo sistema consonántico viene dado por:
|             |             | Bilabial | Alveolar/ dental | Alveo- palatal | Post- alveolar | Palatal | Velar |
| ----------- | ----------- | -------- | ---------------- | -------------- | -------------- | ------- | ----- |
| Oclusiva    | aspirada    | *pʰ      | *tʰ              |                |                |         | *kʰ   |
| Oclusiva    | sorda       | *p       | *t               |                |                |         | *k    |
| Oclusiva    | sonora      | *b       | *d               |                |                |         | *g    |
| Africada    | aspirada    |          |                  |                | *tʃʰ           |         |       |
| Africada    | sorda       |          |                  |                | *tʃ            |         |       |
| Africada    | sonora      |          |                  |                | *dʒ            |         |       |
| Fricativa   | sorda       |          | *s               |                | *ʃ             |         |       |
| Fricativa   | sonora      |          | *z1              |                |                |         |       |
| Nasal       | Nasal       | *m       | *n               | *nʲ            |                |         | *ŋ    |
| Rótica      | Rótica      |          | *r2              | *rʲ            |                |         |       |
| Aproximante | Aproximante |          | *l               | *lʲ            |                | *j2     |       |
1 Este fonema solo ocurre al inicio de palabra.

2 Este fonema solo aparece en posición interior de palabra.
El inventario de vocales viene dado por:
|               | Anterior   | Anterior | Posterior |
| no-redondeada | redondeada |          | Posterior |
| ------------- | ---------- | -------- | --------- |
| Cerrada       | *i         | *y       | *u        |
| Media         | *e         | *ø       | *o        |
| Medio-abierta | *æ         |          |           |
| Abierta       | *a         | *a       | *a        |
No está claro hasta que punto/æ/, /ø/, /y/ son monoptongos tal como se conjetura aquí (presumiblemente [æ œ~ø ʏ~y]) o diptongos ([i̯a~i̯ɑ i̯ɔ~i̯o i̯ʊ~i̯u]); la evidencia no es inequívoca. En cualquier caso, estas vocales aparecen solo (a veces únicamente) en la primera sílaba.
Todas las vocales pueden ser largas o breves, siendo la oposición de cantidad fonémica en la primera sílaba. Starostin et al. (2003) consideran que la cantidad vocálica, al igual que el tono es una característica supragmental en las lenguas altaicas.

## Lenguas macro-altaicas
Los términos macro-altaico y su sinónimo transeurasiático, se usan para agrupar a las lenguas altaicas, pero incluyendo también a las lenguas japónicas, a las y ocasionalmente al ainu; de tal modo que en este es contexto, los términos altaico o micro-altaico definirían exclusivamente la relación entre las lenguas túrquicas, mongólicas y tunguses. El grupo macro-altaico ha sido respaldado por la reconstrucción de unas 635 proto-palabras (entradas léxicas).

### Comparación léxica
Aunque se reconocía solo un reducido número de cognados y existen muchas dudas sobre ciertas reconstrucciones, el siguiente cuadro es una muestra típica del trabajo comparativo sobre las lenguas macro-altaicas:
| GLOSA    | PROTO- ALTAICO | PROTO- TÚRQUICO | PROTO- MONGÓLICO | PROTO- TUNGÚS. | PROTO- JAPÓNICO | Coreánico antiguo |
| -------- | -------------- | --------------- | ---------------- | -------------- | --------------- | ----------------- |
| 'uno'    | *bʲuri         | *bīr            | *nigən           | *əmün          | *piyto          | *hətan            |
| 'dos'    | *puču          | *ẹk(k)i         | *koyar           | *dʐur          | *puta           | *tupir            |
| 'tres'   | *ilu           | *üč             | *gurban          | *ilam          | *urufu          | *seki             |
| 'cuatro' | *torʲ-         | *tȫrt           | *dörben          | *dügin         | *jo             | *neki             |
| 'cinco'  | *tu            | *bẹ̄ĺ(k)         | *tabun           | *tuńga         | *itu            | *tasə             |
| 'seis'   | *ńu-           | *altı           | *jirguxən        | *ńöŋün         | *mu             | *jəsəs            |
| 'siete'  | *ŋadi          | *jẹt(t)i        | *doluxən         | *nadan         | *nana           | *nidkup           |
| 'ocho'   | *ĵa            | *sekiŕ          | *najman          | *dʐapun        | *ja             | *yəterp           |
| 'nueve'  | *keg-          | *toquŕ          | *yersün          | *xüyägin       | *kokono         | *ahóp             |
| 'diez'   | *tʲub-         | *ōn             | *xarban          | *dʐuan         | *towo           | *jer              |

### Relaciones
Por otro lado, otras investigaciones plantean que el japónico tendría una relación más cercana con las lenguas austronesias, sin embargo, es posible que este acercamiento se deba al contacto entre la cultura neolítica macro-altaica Xinglongwa (río Liao, China) en contacto con pueblos que tenían un idioma hermano al proto-austronesio durante la expansión de la agricultura del mijo y el arroz en el sexto milenio A. C. Las relaciones serían las siguientes:
|  | Tungús                                                 |
|  |                                                        |
|  | \| \| Mongólico \| \| \| \| \| \| Túrquico \| \| \| \| |
|  |                                                        |
|  | Mongólico                                              |
|  |                                                        |
|  | Túrquico                                               |
|  |                                                        |

|  | Mongólico |
|  |           |
|  | Túrquico  |
|  |           |

|  | Japónico  |
|  |           |
|  | Coreánico |
|  |           |

|  | Tungús                                                 |
|  |                                                        |
|  | \| \| Mongólico \| \| \| \| \| \| Túrquico \| \| \| \| |
|  |                                                        |
|  | Mongólico                                              |
|  |                                                        |
|  | Túrquico                                               |
|  |                                                        |

|  | Mongólico |
|  |           |
|  | Túrquico  |
|  |           |

|  | Japónico  |
|  |           |
|  | Coreánico |
|  |           |